# 278
Năm 278 là một năm trong lịch Julius. 